# 東山北駅
東山北駅（ひがしやまきたえき）は、神奈川県足柄上郡山北町向原にある、東海旅客鉄道（JR東海）御殿場線の駅である。駅番号はCB05。

## 概要
山北町の南東に位置する向原地区にある駅。地元の請願によって、戦後の1956年（昭和31年）12月に新設された駅である。当駅の開業と同じ日に、2つ隣の相模金子駅も開業した。
1970年（昭和45年）8月に神奈川県立山北高等学校が駅近くに移転してからは、多くの通学者に利用されている。また、山北駅よりも1日あたり200人ほど乗車人員が多くなっている。

## 歴史

### 年表
- 1956年（昭和31年）12月25日：日本国有鉄道御殿場線の駅として松田 - 山北間に開業、旅客営業開始[1]。気動車の旅客のみを取り扱う駅員無配置駅[4]。
- 1968年（昭和43年）4月27日：御殿場線国府津 - 御殿場間電化に伴い、構内を電化。
- 1987年（昭和62年）4月1日：国鉄分割民営化に伴い、東海旅客鉄道（JR東海）の駅となる[1]。
- 2019年（平成31年）3月2日：ICカード「TOICA」の利用が可能となる[5]。

### 東山北駅開設碑

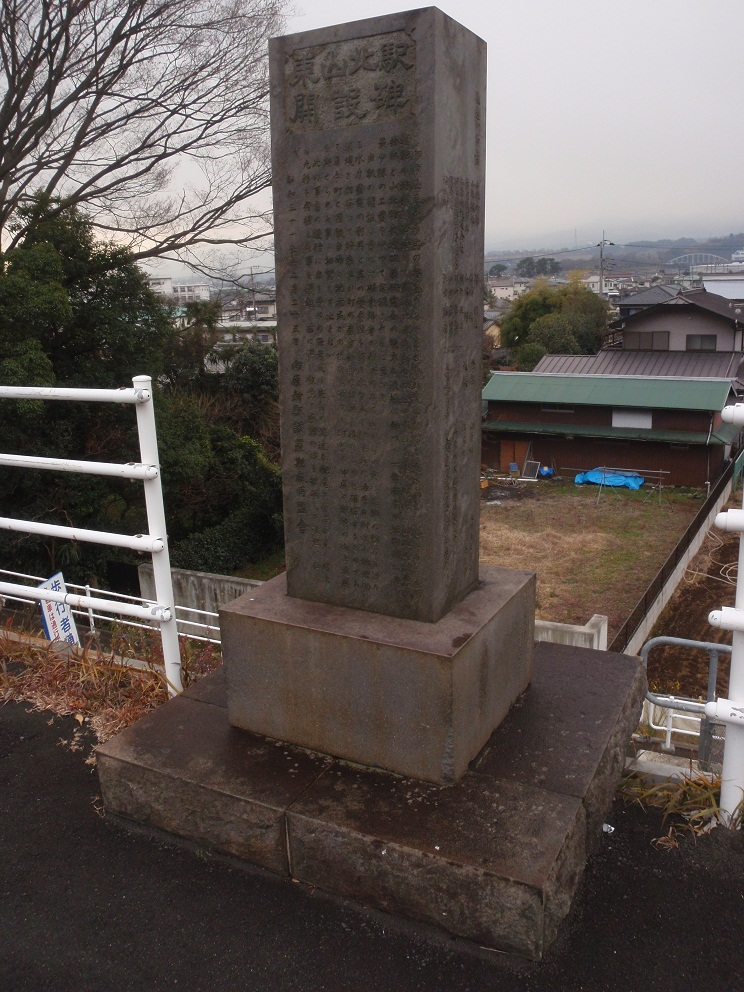
東山北駅開設碑

ホーム上には、この駅の開設を記念した石碑が建っている。以下に碑文を示す（原文は縦書き、原則として原文ママ）。

## 駅構造
地上駅で単式ホーム1面1線のみを持つ。ホームの有効長は約160mあり、下り列車はホームの沼津寄り、上り列車はホームの国府津寄りにそれぞれ停車して客扱いを行う。ホームは線路の南側に置かれている。
無人駅であり、管理駅の松田駅が当駅を管理している。

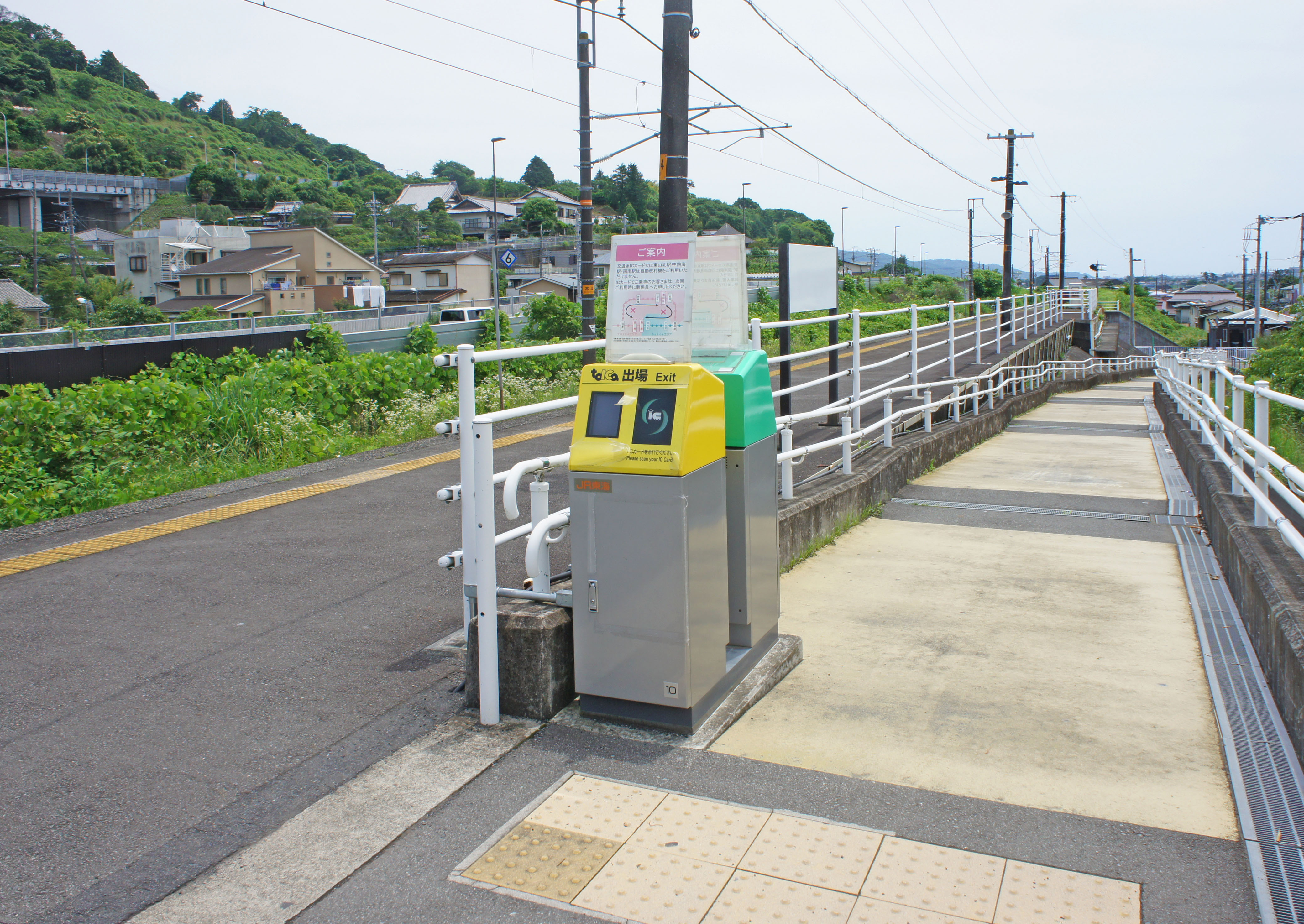
改札口（2022年6月）
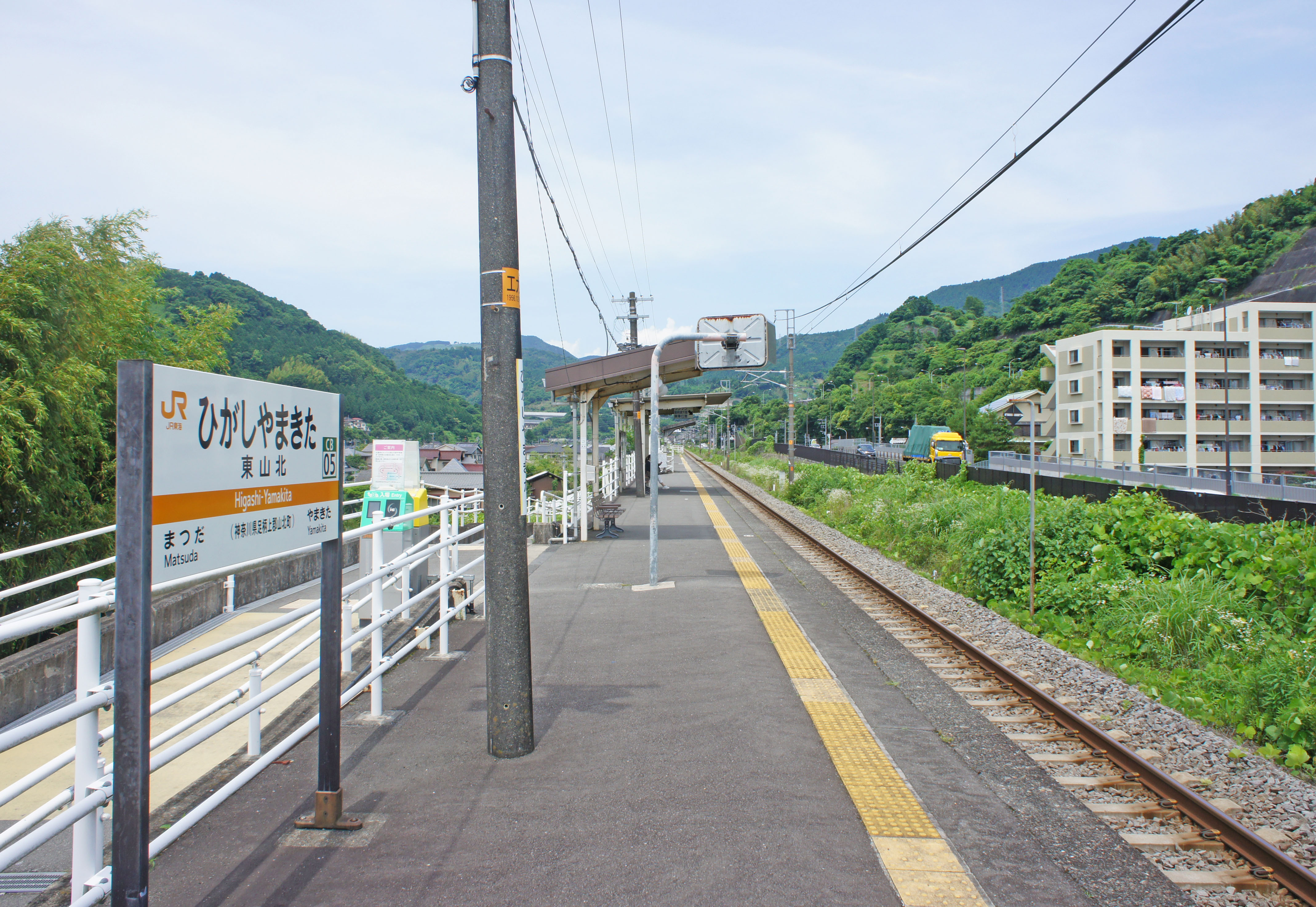
ホーム（2022年6月）

## 利用状況
「神奈川県県勢要覧」によると、2020年度（令和2年度）の1日平均乗車人員は666人である。
1997年度（平成9年度）以降の推移は以下のとおりである。
| 乗車人員推移       | 乗車人員推移     | 乗車人員推移 |
| 年度               | 1日平均 乗車人員 | 出典         |
| ------------------ | ---------------- | ------------ |
| 1997年（平成09年） | 1,108            | [ 山北 2 ]   |
| 1998年（平成10年） | 1,168            | [ 山北 2 ]   |
| 1999年（平成11年） | 1,086            | [ 山北 2 ]   |
| 2000年（平成12年） | 1,058            | [ 山北 2 ]   |
| 2001年（平成13年） | 1,010            | [ 山北 2 ]   |
| 2002年（平成14年） | 946              | [ 山北 2 ]   |
| 2003年（平成15年） | 936              | [ 山北 2 ]   |
| 2004年（平成16年） | 966              | [ 山北 2 ]   |
| 2005年（平成17年） | 956              | [ 山北 2 ]   |
| 2006年（平成18年） | 953              | [ 山北 3 ]   |
| 2007年（平成19年） | 939              | [ 山北 3 ]   |
| 2008年（平成20年） | 917              | [ 山北 3 ]   |
| 2009年（平成21年） | 893              | [ 山北 3 ]   |
| 2010年（平成22年） | 895              | [ 山北 3 ]   |
| 2011年（平成23年） | 811              | [ 山北 3 ]   |
| 2012年（平成24年） | 819              | [ 山北 3 ]   |
| 2013年（平成25年） | 832              | [ 山北 4 ]   |
| 2014年（平成26年） | 780              | [ 山北 4 ]   |
| 2015年（平成27年） | 807              | [ 山北 5 ]   |
| 2016年（平成28年） | 799              | [ 山北 6 ]   |
| 2017年（平成29年） | 812              | [ 山北 7 ]   |
| 2018年（平成30年） | 793              | [ 山北 8 ]   |
| 2019年（令和元年） | 840              | [ 山北 1 ]   |
| 2020年（令和02年） | 666              | [ 山北 1 ]   |

## 駅周辺
- 神奈川県立山北高等学校
- クリエイトエス・ディー東山北店
- 小田原百貨店山北店
- コメリ足柄山北店
- 国道246号
- 東名高速道路山北バスストップ

## バス路線
「東山北駅」バス乗り場
2018年（平成30年）2月20日から駅前にロータリーが設置され、2021年（令和3年）8月1日から山北町循環バスが乗り入れるようになった。
- 山北町循環バス
  - 東部循環・南部循環（西回り）：山北駅
  - 南部循環（東回り）：山北駅

「向原」バス停（向原交差点）
- 富士急モビリティ
  - 松62：西丹沢自然教室
  - 松64：中川温泉
  - 松75：大野山登山口 ※春・秋の土休日のみ（2014年は3月15日から運行）
  - 松66：山北駅
  - 松62・松64・松66・松75：小田急小田原線新松田駅

## 隣の駅
東海旅客鉄道（JR東海）
CB 御殿場線
松田駅 (CB04) - 東山北駅 (CB05) - 山北駅 (CB06)

### 記事本文
1. 1 2 3  石野哲 編『停車場変遷大事典 国鉄・JR編』 II（初版）、JTB、1998年10月1日、84頁。ISBN 978-4-533-02980-6。
2. ↑  “東山北駅”. ごてんばせんネット.   御殿場線利活用推進協議会. 2022年11月13日閲覧。
3. ↑  「日本国有鉄道公示第453号」『官報』1956年12月12日。
4. ↑  「通報 ●御殿場線相模金子駅及び東山北駅設置について（営業局）」『鉄道公報』日本国有鉄道総裁室文書課、1956年12月12日、1面。
5. ↑  『「TOICA」のサービス拡充について 〜2019年3月2日（土）からご利用エリアを拡大します!〜』（PDF）（プレスリリース）東海旅客鉄道、2018年12月12日。オリジナルの2020年12月19日時点におけるアーカイブ。2020年12月19日閲覧。
6. ↑  東海旅客鉄道編集 『東海旅客鉄道20年史』 東海旅客鉄道、2007年
7. ↑  「山北町向原地区 ロータリー完成」『タウンニュース』タウンニュース社、2018年2月24日、足柄版。オリジナルの2021年9月25日時点におけるアーカイブ。
8. ↑  「〜8月1日から運行開始〜町内循環バス「東山北駅前」バス停を新設します！ (PDF)」『広報やまきた』山北町企画政策課、2021年7月、8面。2025年1月4日時点のオリジナル (PDF)よりアーカイブ。2025年1月4日閲覧。
9. ↑  ダイヤ改正のお知らせ (PDF)
10. ↑  富士急湘南バス株式会社　路線バス　時刻のご案内 2012年1月14日閲覧

### 利用状況
山北町統計書
1. 1 2  “山北町統計書（令和3年度版）” (PDF).   山北町. p. 7 (2023年3月). 2024年1月12日時点のオリジナルよりアーカイブ。2024年1月13日閲覧。
2. ↑  “山北町統計書（平成19年度版）” (PDF).   山北町. p. 7 (2008年3月). 2024年1月12日時点のオリジナルよりアーカイブ。2024年1月13日閲覧。
3. ↑  “山北町統計書（平成25年度版）” (PDF).   山北町. p. 7 (2014年10月). 2024年1月12日時点のオリジナルよりアーカイブ。2024年1月13日閲覧。
4. ↑  “山北町統計書（平成27年度版）” (PDF).   山北町. p. 7 (2017年5月). 2024年1月12日時点のオリジナルよりアーカイブ。2024年1月13日閲覧。
5. ↑  “山北町統計書（平成28年度版）” (PDF).   山北町. p. 7 (2018年3月). 2024年1月12日時点のオリジナルよりアーカイブ。2024年1月13日閲覧。
6. ↑  “山北町統計書（平成29年度版）” (PDF).   山北町. p. 7 (2019年2月). 2024年1月12日時点のオリジナルよりアーカイブ。2024年1月13日閲覧。
7. ↑  “山北町統計書（平成30年度版）” (PDF).   山北町. p. 7 (2020年2月). 2024年1月12日時点のオリジナルよりアーカイブ。2024年1月13日閲覧。
8. ↑  “山北町統計書（令和元年度版）” (PDF).   山北町. p. 7 (2021年3月). 2024年1月12日時点のオリジナルよりアーカイブ。2024年1月13日閲覧。